# Удари по об'єктах критичної інфраструктури України під час російсько-української війни
Удари по критичній інфраструктурі України під час російсько-української війни — воєнний злочин, скоєний російськими військовими під час повномасштабного військового вторгнення в Україну, щоб примусити вище українське політичне керівництво піти на переговори з кремлівським режимом на вигідних для останнього умовах.
Так, у період з 28 вересня 2022 і до 1 вересня 2024 року було зареєстровано майже 11,5 тисяч пусків крилатих, балістичних ракет, зенітних ракет комплексу С-300 для ударів по наземних цілях, БПЛА-камікадзе типу Шахед-131/136. При цьому, лише протягом вересня 2024 року було зареєстровано 1110 пусків. За цей проміжок часу було 17 днів інтенсивних обстрілів, протягом яких відбувалось понад 82 пусків ракет протягом дня (проти 23,2 пусків на добу в середньому).

## Передумови

### «Гібридний період» (2014—2021)
Від початку російської військової агресії проти України взимку 2014 року траплялись окремі удари по об'єктах критичної інфраструктури України в місцях бойових дій.
У грудні 2015 року та в грудні 2016 року росіяни провели кібератаки на українські енергетичні компанії, внаслідок яких у низці областей України протягом кількох годин була відсутня електрика.

### Під час повномасштабного вторгнення
Зазнавши нищівної поразки в боях за Київ і Харків, Російська Федерація вдалася до відвертого тероризму: від 10 жовтня 2022 року почерговими хвилями завдавала масованих методичних ракетних ударів по об'єктах критичної інфраструктури України. За словами тодішнього заступника міністра внутрішніх справ Євгенія Єніна, станом на кінець листопада 2022 року російські військові знищили чи пошкодили понад 700 життєво важливих споруд: аеропорти, мости, нафтобази, трансформаторні підстанції, електростанції тощо.
На думку голови НЕК «Укренерго» й експертів у галузі енергетики, задум російських військових полягав у тому, аби шляхом знищення ключових трансформаторних підстанцій розбити енергосистему України на ізольовані острови та завадити перетоку електричної енергії між регіонами. Тому окрім власне самих військових, у підготовці ударів брали участь й російські енергетики. Станом 26 січня 2023 року від ударів загинули не менше 134 цивільних громадян і були поранені ще близько 380.
Завдяки вжитим заходам Україні вдалось переважно витримати обстріли протягом двох зимових періодів (2022—2023 та 2023—2024 років), однак навесні 2024 року, починаючи з березня, росія змінила тактику ударів: замість розпорошених обстрілів об'єктів електричної мережі удари були перенесені на об'єкти електричної генерації, під час яких велика кількість ракет і безпілотників одночасно зосереджуються на дуже обмеженій кількості цілей.
Від 22 березня 2024 року росія розгромила низку теплових електростанцій та ГЕС по всій країні, а 11 квітня повністю знищила Трипільську ТЕС — найбільшу електростанцію в Київській області. Наприкінці травня російськими ракетами було знищено вже понад 8 ГВт генеруючих потужностей, що становить близько 40 % від наявних в системі. Якщо зазвичай ТЕС виробляли близько 30 % електроенергії, то після обстрілів їх частка ледве сягала 5 %.

## Атаки об'єктів енергетики (2022—2024)

### 11 вересня 2022 року
Надвечір неділі 11 вересня 2022 року, за даними Повітряних сил ЗСУ, ворог здійснив 12 пусків крилатих ракет морського та повітряного базування — «Калібр» та Х-101. Українським ППО вдалось знищити 9 із 12 ракет, однак росіянам вдалось обстріляти Зміївську ТЕС та три підстанції високої напруги, внаслідок чого було знеструмлено 40 підстанцій різної напруги, відімкнено 2 повітряні лінії 750 кВ, 5 повітряних ліній 330 кВ. Також була обстріляна Харківська ТЕЦ-5, частково зруйнована адміністративна будівля, виникла величезна пожежа. Під час обстрілів загинули 4 енергетиків, троє — дістали поранення.
Сотні тисяч споживачів залишались без світла на Полтавщині, Дніпропетровщині, Харківщині, Сумщині, Донеччині, проте електропостачання вдалось відновити у доволі стислі терміни.
У відповідь на обстріл президент України Володимир Зеленський виголосив промову «Без вас».

### 14 вересня 2022 року
14 вересня 2022 року, близько 17:00, російські окупанти вчинили ракетний обстріл Кривого Рогу, випустивши по місту щонайменше 7 ракет «Іскандер» та гіперзвуковий ракетний комплекс «Кинджал», 6 із яких завдали удару в районі Карачунівського водосховища. Після ракетного обстрілу рівень води у річці Інгулець виріс на 1-2 метри, внаслідок чого було підтоплено 112 приватних будинків. Внаслідок ракетного удару У Кривому Розі виникли перебої із водопостачанням у декількох районах міста. Окрім того, без водопостачання залишилися близько 5000 жителів Софіївської селищної громади та 7000 жителів Лозуватської сільської громади.
15 вересня 2022 року, опівночі, голова ради оборони Кривого Рогу Олександр Вілкул оголосив часткову евакуацію з двох районів Кривого Рогу через підйом рівня води у річці Інгулець до історичного максимуму.

### 10—19 жовтня 2022 року
10 жовтня 2022 року російські війська завдали масованого ракетного удару по енергетичній інфраструктурі України. Росіяни застосували 84 крилаті ракети повітряного, морського та наземного базування, балістичні ракети, зенітні керовані ракети, розвідувальні та ударні БПЛА типу «Shahed-136».
Від обстрілів загинули 23 особи, іще 100 — поранено.
Станом на 11 годину ранку 10 жовтня внаслідок ударів пошкоджено 11 важливих споруд енергетики у 8 регіонах та місті Києві. Частину областей знеструмлено. Укренерго повідомила, що у деяких містах і населених пунктах країни можливі перебої з електропостачанням. Усього протягом 10 жовтня та під час менш потужних обстрілів у два наступні дні, ракетними ударами пошкодили 28 об'єктів енергетичної інфраструктури. Ракетні удари продовжилися наступного дня, принаймні 28 ракетних ударів було завдано 11 жовтня.
Російська влада робила хибні заяви, що обстріл став відповіддю на вибух на Кримському мосту: насправді ракетні удари готувалися заздалегідь. На це вказувало спільне розслідування видань Bellingcat, The Insider і Der Spiegel про Головний обчислювальний центр ЗС РФ, підрозділ якого займається наведенням ракет.
Протягом наступного тижня, до 18 жовтня, ракетами та дронами-камікадзе росіяни уразили та пошкодили 408 об'єктів інфраструктури, із них понад 45 — об'єкти енергетичної інфраструктури, також відомо про пошкодження 180 житлових будників.
Часті обстріли енергетичної інфраструктури протягом наступних днів, а надто 19 жовтня, завдали помітної шкоди. Національний оператор НЕК «Укренерго» був змушений вдатися до планових вимкнень споживачів. Імовірно, з настанням холодів частота вимкнень може зрости.

### 22 жовтня 2022 року
22 жовтня 2022 року російські війська завдали другого масованого ракетного удару по енергетичній інфраструктурі України. Росіяни застосували крилаті ракети повітряного та морського базування. Було завдано 33 ракетних удари, з яких 18 ракет було перехоплено ППО а 15 влучили по важливих енергетичних спорудах у Кропивницькому і Голованівському районах Кіровоградщини, по енергооб'єкту Одеської області та міста Рівне.

### 31 жовтня 2022 року
Вранці 31 жовтня 2022 року відбувся третій масований ракетний удар по енергетичній інфраструктурі України. Всього запустили 78 ракет. Із літаків-ракетоносців стратегічної авіації Ту-95/Ту-160 випустили 55 крилатих ракет Х-101 та одну Х-59 з півночі Каспійського моря та з району Волгодонська. Сили та засоби Повітряних сил знищили 44 крилаті ракети. Окрім того, росіяни завдали ударів 22 ракетами з комплексу С-300 та застосували 5 безпілотників.
Цим нападом росіяни пошкодили 18 об'єктів (переважно енергетики) у 10 областях, знеструмили ділянки залізниці та сотні населених пунктів у семи областях України.
Удари російськими ракетами засвідчено в Київській, Кіровоградській, Запорізькій, Чернівецькій, Черкаській, Харківській областях, на Вінниччині збита ракета впала на цивільні будівлі. Росіяни завдали ракетні удари по Дніпровській ГЕС, Дністровській ГЕС і Кременчуцькій ГЕС.
Внаслідок ударів по об'єктах критичної інфраструктури в Київської області близько 80 % споживачів у Києві лишилися без води, були перебої зі світлом.
Крилаті ракети порушили повітряний простір Молдови, уламки однієї збитої ракети впали поблизу Дністровської ГЕС — в селі Наславча, в багатьох будинках вибило вікна. Того ж дня Міністерство закордонних справ Молдови викликало російського посла й оголосило одного співробітника персоною нон ґрата.

### 15 листопада 2022 року
15 листопада 2022 року російські військові здійснили четвертий масований ракетний удар по енергетичній інфраструктурі України, який за кількістю випущених ракет — близько 100 одиниць, перевершив обстріл 10 жовтня з 84 ракетами. Зі стратегічних бомбардувальників Ту-95, Ту-160 з району Каспію та Ростовської області були випущені ракети типу Х-101 та Х-555. Водночас, з акваторії Чорного моря були випущені ракети типу «Калібр».
На відміну від обстрілу 10 жовтня цього разу на бойовому чергуванні українських військ були ЗРК IRIS-T SLM та NASAMS.
За словами прем'єр-міністра Дениса Шмигаля ракетними ударами було виведено з ладу майже половину енергосистеми України.

### 23 листопада 2022 року
23 листопада 2022 року російські військові здійснили пʼятий масований удар по енергетичній інфраструктурі України. З літаків-ракетоносців Ту-95МС та ракетних катерів в акваторії Чорного моря було випущено 70 ракет Х-101/Х-555 та «Калібр». Силам протиповітряної оборони вдалося збити 51 ракету та ще 5 баражуючих боєприпасів «Ланцет».
Через ушкодження інфраструктури були запроваджені аварійні вимкнення електричної енергії по всій території України. Аварійний захист спрацював на Рівненській, Південноукраїнській та Хмельницькій АЕС, внаслідок чого всі енергоблоки були автоматично вимкнені. Також було знеструмлено більшість теплових та гідро- електростанцій. Через відімкнення всіх АЕС від енергомережі відновлення живлення в країні тривало порівняно довше. Повернути знеструмлені АЕС до енергомережі вдалось лише наступного дня, 24 листопада. Лише Запорізька АЕС лишилась працювати на дизель-генераторах. Внаслідок завданих пошкоджень вперше в історії енергетична система України зазнала системного збою (блекаут): втратила єдність та розпалась на ізольовані острівці. Втім, українським фахівцям вдалось відновити єдність системи у доволі стислий термін, порушену цілісність енергосистеми вдалось відновити о 4-ї ранку наступного дня, 24 листопада.
У всьому місті Києві зупинено постачання води, через нестачу електричної енергії обмежено роботу метро, тимчасово зупинено роботу трамваїв та фунікулера. Того вечора було повністю знеструмлено місто Львів. В шахтах Дніпропетровської області через знеструмлення опинились заблокованими майже три тисячі гірників. Понад 85 % потягів «Укрзалізниці» затримались в дорозі на понад годину та більше.
Через відсутність електроживлення було призупинено оформлення осіб та транспорту в пункті пропуску «Солотвино» (на кордоні з Румунією), та в пунктах пропуску «Косино» і «Дзвінкове» (на кордоні з Угорщиною), також через перебої без електричної енергії залишилась вся Молдова.
У Вишгороді ракета влучила у житловий багатоповерховий будинок,  Було пошкоджено чотири багатоквартирних будинки, школу, та дитячий садок.
Всього по всій країні внаслідок ракетного обстрілу за даними Національної поліції станом на 24 листопада загинуло 10 осіб, серед них двоє дітей, ще 52 особи зазнали поранень.

### 5 грудня 2022 року
Вдень 5 грудня 2022 року російські військові завдали шостого масованого ракетного удару по енергетичній інфраструктурі України. Цього разу обстріл припав на 28-му річницю підписання Будапештського меморандуму. Ще однією особливістю цього обстрілу стали удари на випередження українських (за твердженнями російських джерел) БПЛА-камікадзе, які вразили об'єкти на аеродромах стратегічної авіації «Енгельс» та «Дягілєво». Внаслідок ударів на землі залишились кілька стратегічних ракетоносців, у випадку Дягілєво — Ту-22М3, споряджений ракетою Х-22, а в «Енгельсі» — пошкоджений Ту-95МС.
Згідно попередніх даних командування Повітряних Сил ЗСУ всього було запущено понад 70 ракет: з району Каспійського моря та Волгодонська Ростовської області з восьми літаків Ту-95МС росіяни запустили 38 крилатих ракет Х-101/Х-555, з кораблів у Чорному морі були запущені 22 крилаті ракети типу «Калібр» а також з неба над Чорним морем з літаків Ту-22М3 були запущені три ракети типу Х-22. Окрім того шість керованих ракет Х-59 та одна Х-31П були випущені з винищувачів типу Су-35.
Українські підрозділи ППО збили понад 60 ракет. Частина однієї з ракет впала поряд з містом Бричани на півночі Молдови. У Молдові були тимчасові перебої з постачанням електричної енергії.
Внаслідок завданих ушкоджень об'єктам інфраструктури довелось застосувати аварійні вимкнення електричної енергії, однак енергосистема України зберегла цілісність та працювала синхронно з Європейською електромережею.

### 16 грудня 2022 року
Російські терористи-окупанти цього дня випустили 76 ракет по об'єктах критичної інфраструктури України, 60 з них збила протиповітряна оборона України. З районів Каспійського моря та Чорного моря противник випустив по Україні 72 крилатих ракет Х-101, Х-22 та «Калібр». Також було запущено чотири керовані ракети повітряного базування Х-59 та Х-31П.
У районі Києва було засвідчено понад 40 ракет, 37 із яких збили сили протиповітряної оборони. Це була одна з найбільш масованих ракетних атак на столицю України за весь час повномасштабного вторгнення Росії.

### 29 грудня 2022 року
29 грудня о 8 годині ранку російські військові атакували Україну дронами-камікадзе, крилатими ракетами з кораблів і стратегічних бомбардувальників, а також зенітними керованими ракетами С-300. Силами ППО було збито 54 із 69 російських ракет.

### 31 грудня 2022 року
Збройні сили РФ запустили понад 20 крилатих ракет повітряного базування із застосуванням стратегічних бомбардувальників Ту-95МС з акваторії Каспійського моря та ракетних комплексів наземного базування, сили ППО знищили 12 крилатих ракет. 
Внаслідок атаки на Київ через уламки ракет загинуло  троє людей, 21 людина дістала поранення, серед них журналіст японського видання Асахі Сімбун. Різних ступенів пошкоджень зазнали будівлі трьох шкіл та одного дитячого садка, також постраждали понад 12 об'єктів КНУ ім. Тараса Шевченка, 30% споживачів залишились без світла через аварійні відключення.
На Хмельниччині внаслідок обстрілу поранені семеро цивільних, померла 22-річна дівчина. Влучили у військовий об'єкт, пошкоджена військова техніка. Ракети пошкодили 13 житлових будинків, складські приміщення, АЗС, магазини, лінії електропередач, дитсадок, 10 авто.
Внаслідок нічної атаки області мешканці міста Запоріжжя та області зустрічали Новий Рік без електроенергії.

### 1 січня 2023 року
Масова атака іранськими дронами-камікадзе сталася у неділю 1 січня 2023 року, починаючи від 00:20 години ночі за київським часом. Під час атаки сили протиповітряної оборони України збили 45 російських безпілотників-камікадзе Shahed-131/136. Цілями атаки були об'єкти енергетичної інфраструктури. У наслідок атаки постраждалих не було, були пошкодження об'єктів критичної інфраструктури.

### 14 січня 2023 року
Були застосовані крилаті ракети повітряного базування Х-101/Х-555, Х-22, крилаті ракети морського базування «Калібр» та керовані авіаційні ракети Х-59. Крім того вперше було застосовано ракети 48Н6ДМ від зенітного комплексу С-400 для ударів по Києву з Брянської області.
З самого ранку в Україні почався масований ракетний обстріл ракетами дальньої дії. Були влучання в енергетичні та промислові об'єкти, також сталися значні руйнування житлових будинків. Повідомлялося про випущені 38 ракет у цей день, з яких було збито 25.
Внаслідок ракетних ударів було пошкоджено 9 блоків ТЕС, 3 магістральні підстанції та повітряну лінію. Зокрема, було зруйновано турбінну залу енергоблока однієї з теплоелектростанцій компанії ДТЕК. Енергосистема зберегла цілісність, але через значний дефіцит генерації довелось застосувати аварійні відключення.

### 26 січня 2023 року
Атака почалась вночі з 25 на 26 січня з масованого нальоту БпЛА типу Shahed 136. Всі 24 літальних апарата було збито, однак в Київській області було зафіксовано й влучання: було пошкоджено 5 житлових будинків, та 7 об'єктів та споруд, пошкоджено 40 автомобілів.
Друга хвиля сталась на світанку: було чутно вибухи в Одесі, Миколаєві, Вінниці та Київщині, засвідчено влучання в Вінниці, Одесі, Києві. Ворог атакував Україну з літаків Ту-95МС, Су-35 та МіГ-31К та кораблів з акваторії Чорного моря. Були застосовані крилаті ракети Х-101, Х-555, Х-59, «Калібр» та гіперзвукові Х-47 «Кинджал». Також ворог обстрілював об'єкти критичної інфраструктури в Запорізькій області ракетами від С-300. Силами і засобами Протиповітряної оборони України було збито 47 ракет із 55, при чому 20 з них — навколо столиці, а три з чотирьох Х-59 ракет не досягли цілей.
Через ракетну атаку ворога у деяких областях запроваджено аварійні відключення світла. Найбільше від ударів росіян по енергооб'єктах постраждали Київська, Одеська та Вінницька області. Було відомо про 11 загиблих та 11 постраждалих внаслідок атаки.
Внаслідок ракетних атак та бойових дій станом на кінець січня 2023 року в електричній системі України в пікові години споживання (ранок та вечір) існував дефіцит генерації до 5 ГВт, а вночі дефіцит становив близько 3 ГВт. На окупованих територіях опинилось генерувальних потужностей до 10 ГВт.

### 10 лютого 2023 року
Обстріли почались іще вночі з 9 на 10 лютого 2023 року масовими пусками БПЛА-камікадзе типу Shahed 136. Також було завдано удару ракетами від ЗРК С-300 по об'єкту критичної інфраструктури в Запорізькому районі. Було зруйновано технічне обладнання та споруди. Ракети залітали у повітряний простір Молдови. ЗСУ повідомляли про запуск по українській критичній інфраструктурі 71 ракети, 61 з яких збила протиповітряна оборона.Через ракетну атаку ворога у деяких областях запроваджено аварійні відключення світла.

### 16 лютого 2023 року
16 лютого 2023 року в ході російського вторгнення в Україну російські військові завдали чергового масованого ракетного удару по енергетичній інфраструктурі України. Всього в ударі було застосовано 36 ракет, силами та засобами Повітряних сил ЗС України знищено 14 крилатих ракет Х-101/Х-555, «Калібр» та дві керовані авіаційні ракети Х-59. Частина крилатих ракет Х-22 досягли своїх цілей, уразивши об’єкти критичної інфраструктури.
Ракетна атака не змогла змінити ситуацію в енергосистемі, що стабілізувалася в останні декілька днів, 16 лютого відбувся п’ятий день поспіль без лімітів споживання електроенергії в українській енергосистемі.

### 9 березня 2023 року
Масований ракетний обстріл був здійснений вночі (рано вранці) 9 березня 2023 року. Загалом російські військові випустили 81 ракету різного типу і базування, та 8 дронів-камікадзе. За даними Командування Повітряних Сил ЗСУ під час цього обстрілу було використано рекордну кількість — 6 гіперзвукових ракет Х-47 «Кинджал». Силами оборони України було знищено 34 крилаті ракети, а також 4 безпілотники.

Внаслідок удару Запорізька АЕС вже вшосте втратила зовнішнє живлення, та перейшла в аварійний стан з живленням від дизель-генераторів.

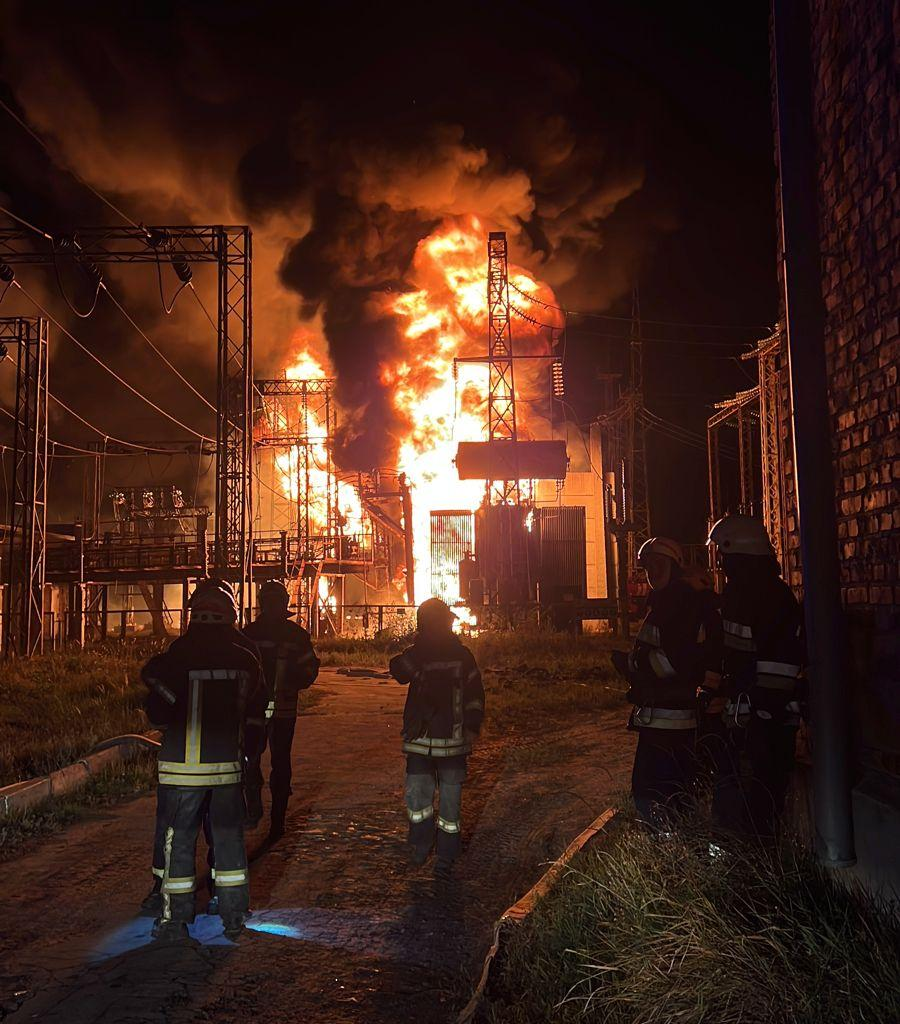
Ліквідація пожежі на Харківській ТЕЦ-5 після російського обстрілу 11 вересня 2022 року
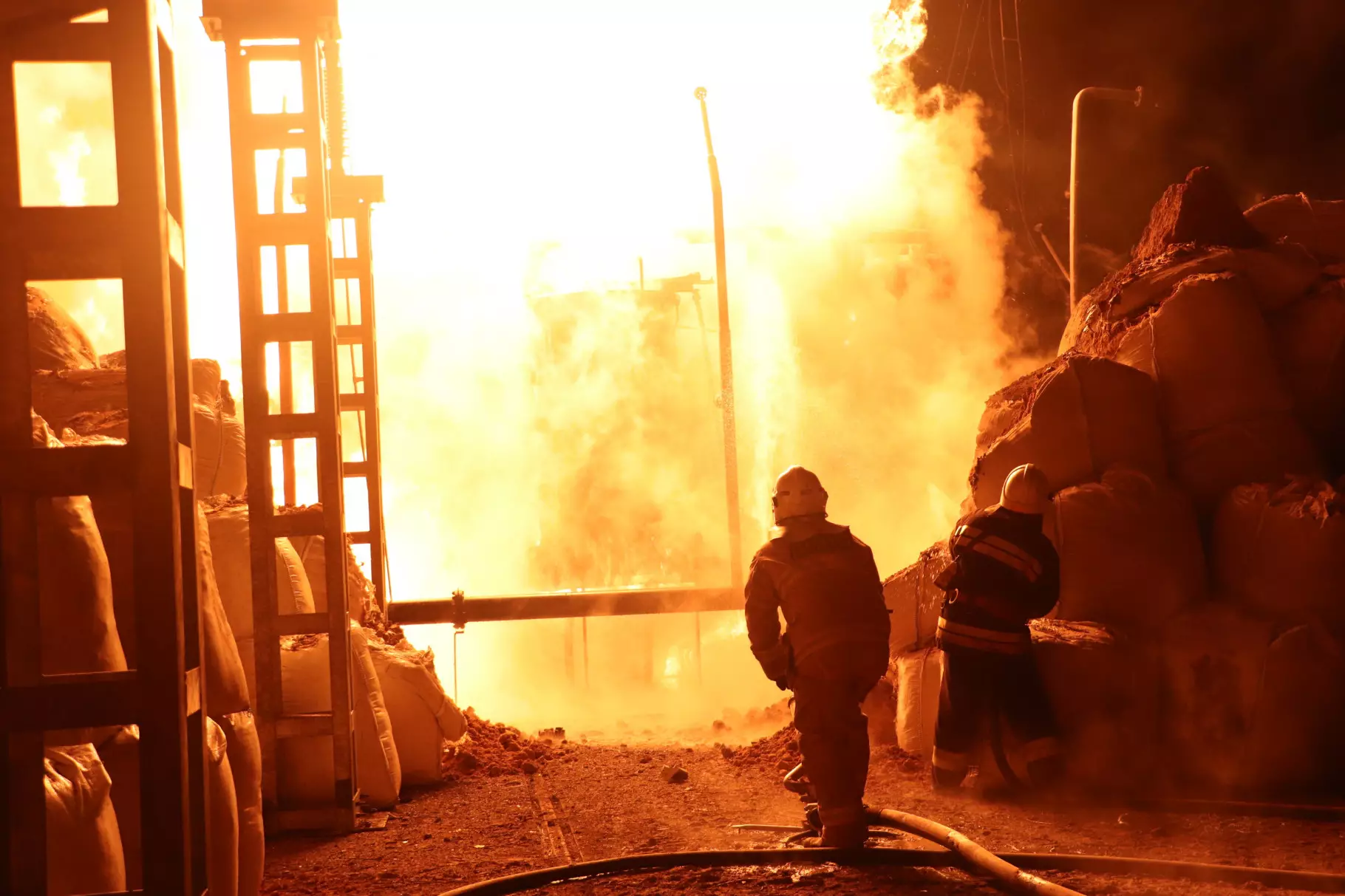
Наслідки обстрілу інфраструктурного об'єкта в Київській області
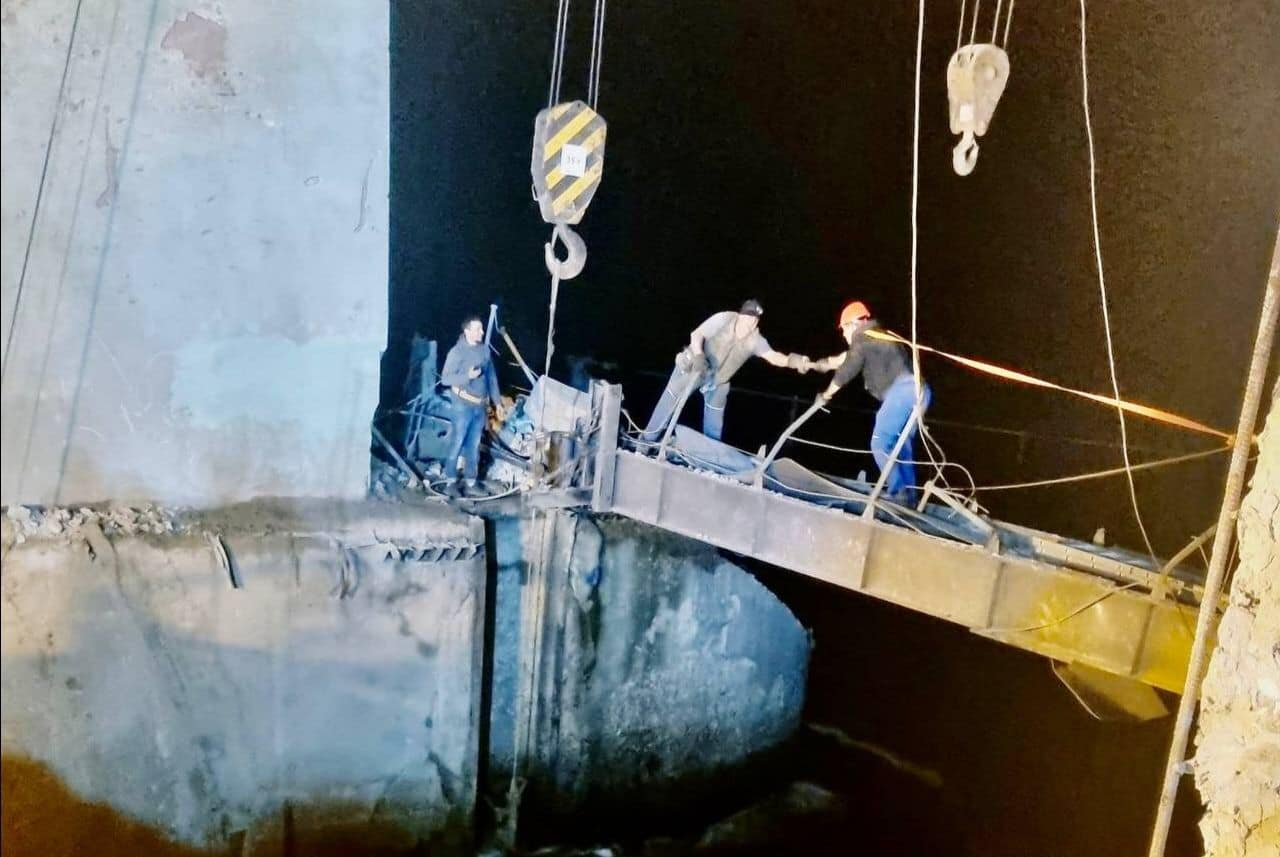
Ліквідація наслідків ракетного обстрілу греблі Карачунівського водосховища, 14 вересня 2022 року
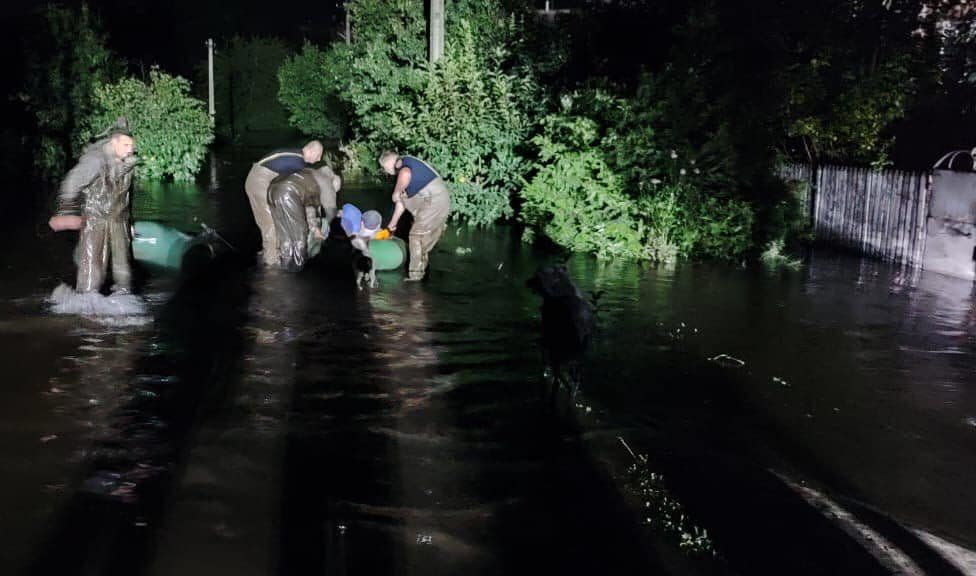
Повінь після ракетного удару по дамбі
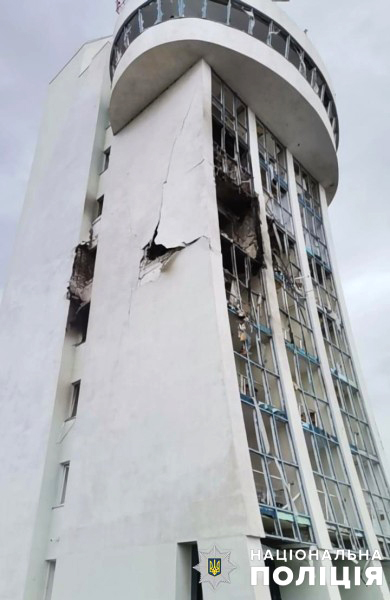
Пост регулювання руху суден «Очаків» Державного підприємства «Дельта-лоцман» після ракетного обстрілу, 19 вересня 2022 року
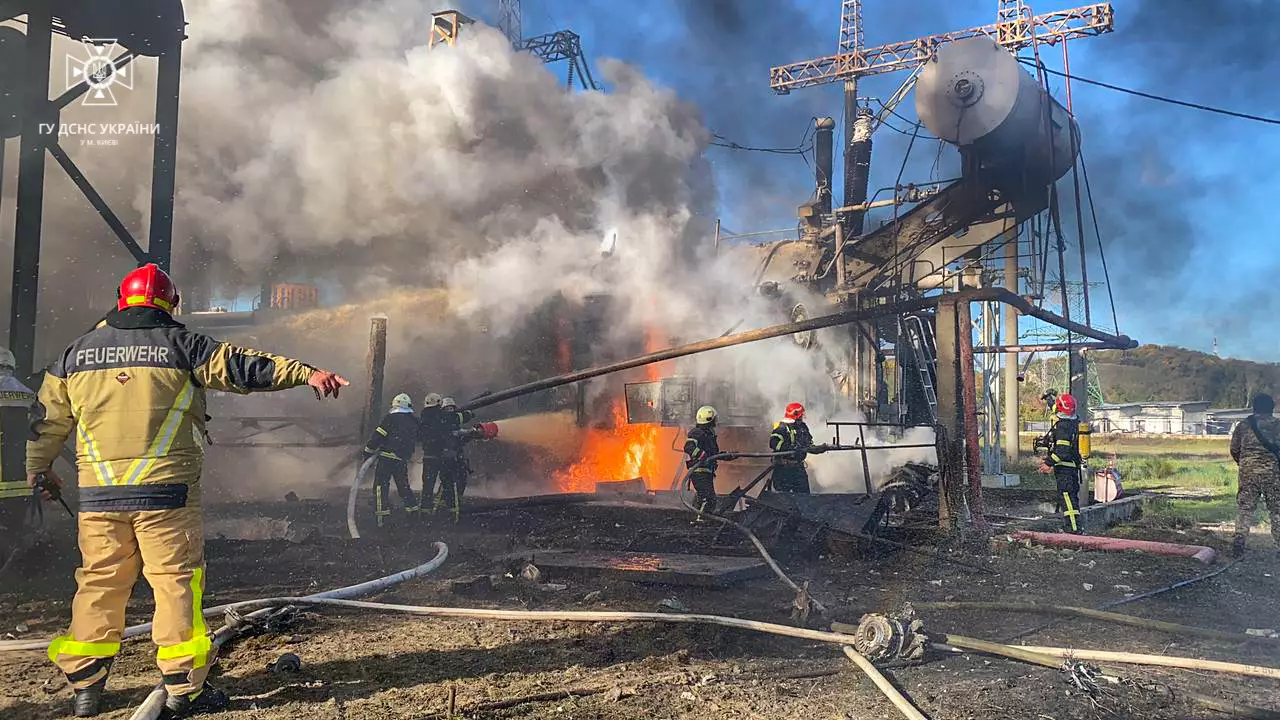
Наслідки удару по Київській ТЕЦ-5 10 жовтня
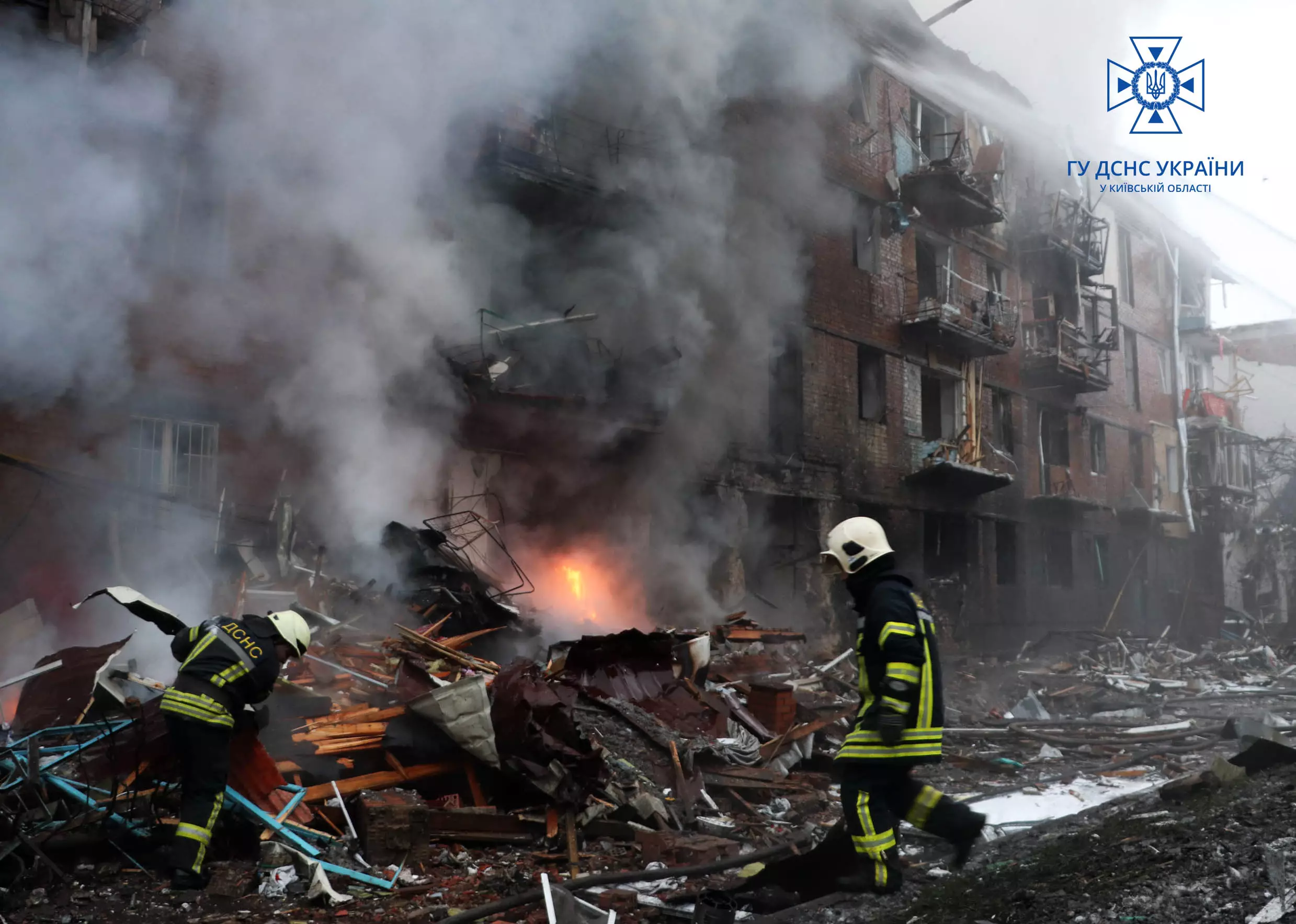
Ліквідація наслідків падіння російської ракети у чотирьохповерховий будинок у Вишгороді
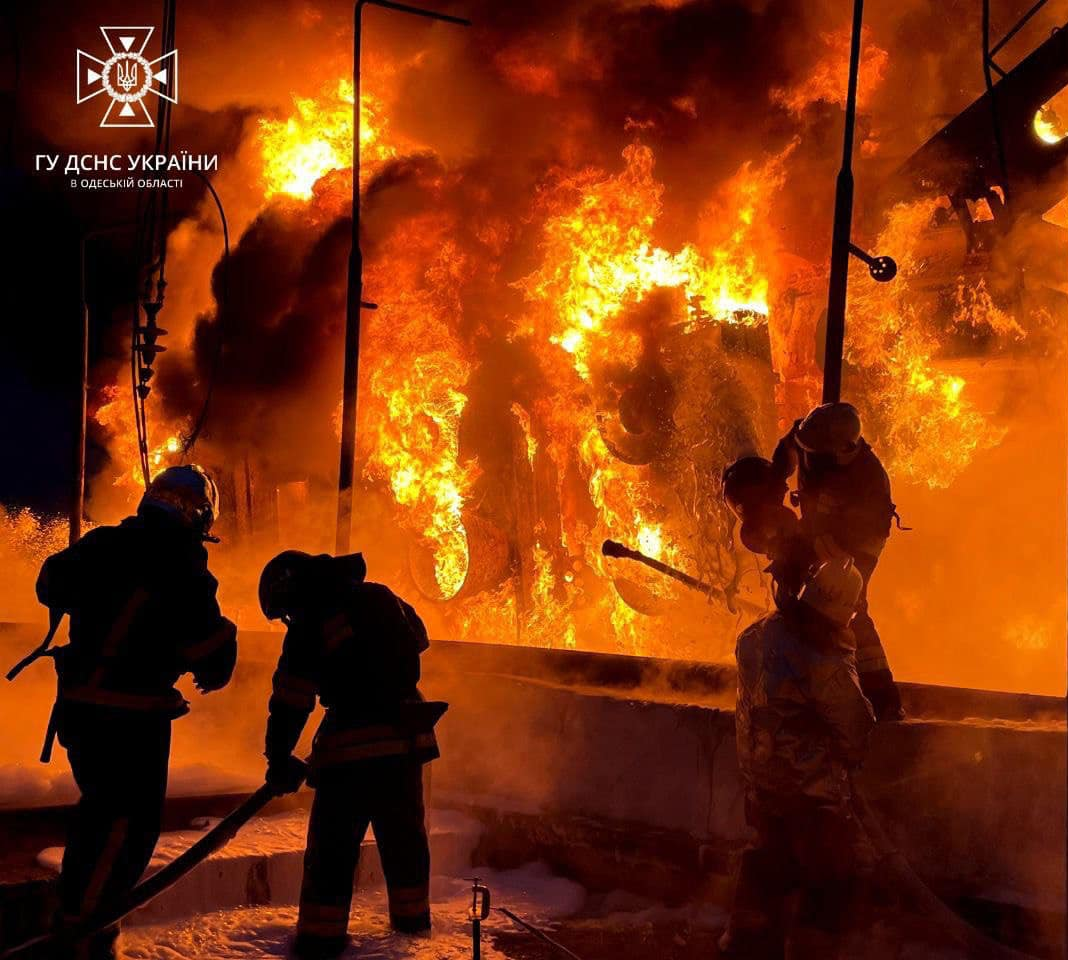
Наслідки обстрілу в Одеській області
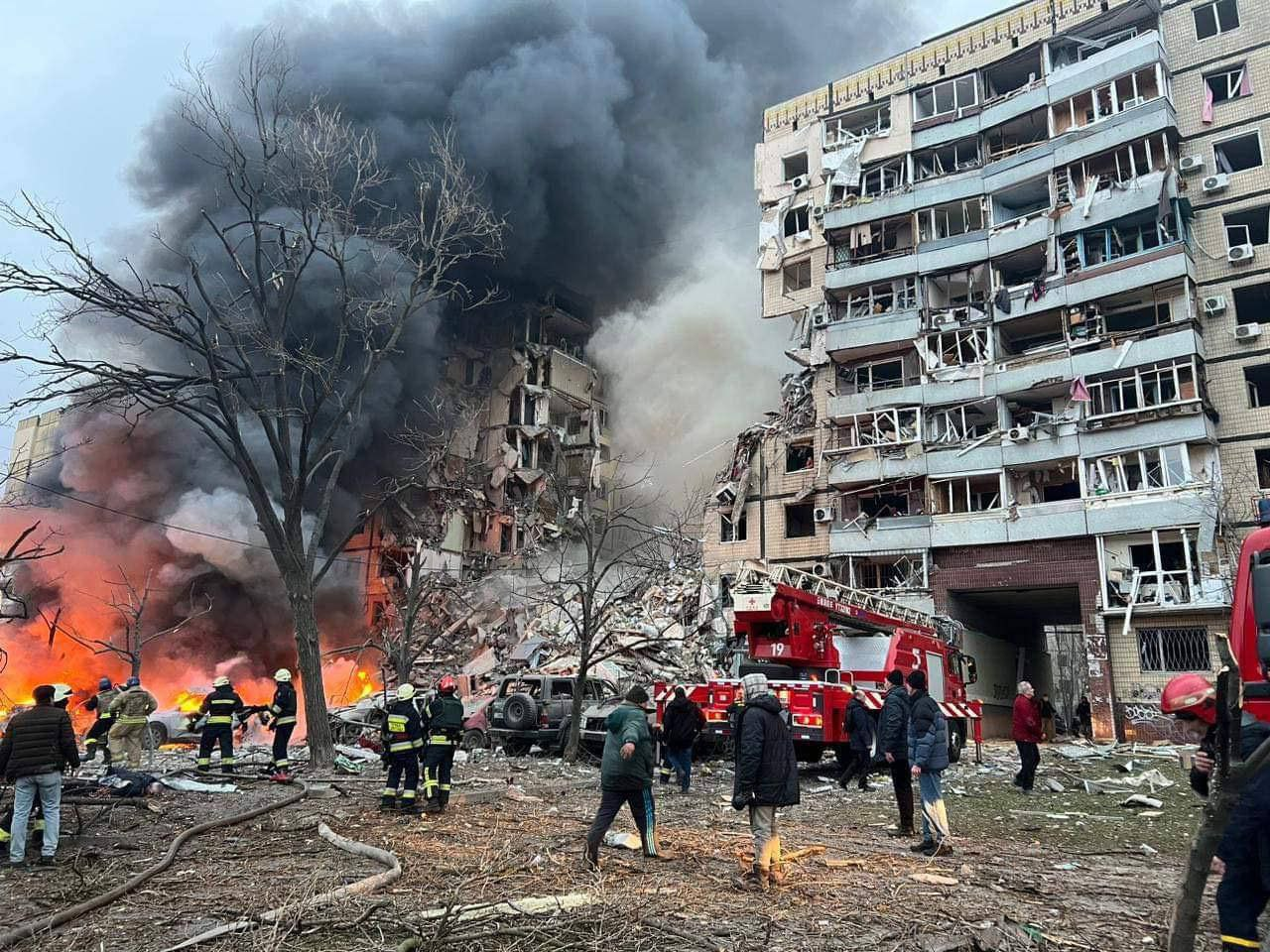
Наслідки влучання російської крилатої ракети Х-22 по житловому будинку в Дніпрі

Після річної перерви російські військові знову почали завдавати масованих ударів по об'єктах енергетики за допомогою ракет та БпЛА. У порівнянні з минулим роком ворог змінив свою тактику, на відміну від першої зими, коли Росія атакувала розподільчі мережі України, атаки 2024 року спрямовані на знищення генеруючих потужностей.

### 22 березня 2024 року
Російські окупанти, в ході наймасованішої ракетної атаки по території України, завдали два прямих влучання у Запоріжжі по Дніпровській гідроелектростанції — пошкоджено ГЕС-1 та ГЕС-2. Російська ракета влучила в тролейбус з водієм без пасажирів, який рухався через дамбу Дніпровської гідроелектростанції. Правоохоронці розпочали розслідування за фактом масованого обстрілу російськими окупантами Запоріжжя та Дніпровської ГЕС.
У Вінницькій області та Кривому Розі, зафіксовано удари по об'єктах інфраструктури. Введені графіки аварійних відключень електроенергії. Окупанти здійснили понад 15 ударів по об'єктах енергетики Харкова. Місто фактично повністю без світла. Міська влада повідомила, що вранці на маршрути не вийде електротранспорт — перевезення здійснюватимуть автобуси за схемою блекауту.
Вибухи також лунали у Дніпрі, Хмельницькому, Шепетівці, Старокостянтинові, Красилові та навколишніх селах області після цього виникли перебої з електрикою.
Значних ушкоджень було завдано Зміївській ТЕС.

### 29 березня 2024 року
В ніч на 29 березня 2024 року противник завдав потужного ракетного-авіаційного удару по об’єктах паливно-енергетичного сектору України, застосувавши різні типи ракет та ударні БпЛА, усього – 99 засобів повітряного нападу. В результаті протиповітряного бою знищено 84 повітряні цілі. Ворог атакував ракетами та дронами енергетичну інфраструктуру, цивільні об'єкти, приватні будинки. Понад 150 рятувальників та 35 спеціалізованих автомобілів ДСНС були залучені до ліквідації наслідків нічних та ранкових ударів РФ.

### 11 квітня 2024 року
Близько 6.00 ранку армія РФ запустила ракети по Україні. За даними Повітряних Сил, ракети летіли у напрямку Рівного, Києва і Львівщини. Воєнні злочини Росії продовжилися руйнуванням Трипільської ТЕС, повністю знищено усі робочі ТЕС Центренерго після Зміївської ТЕС та інших об'єктів енергетики. Крім того армія РФ вночі обстріляла Харків: почалися перебої зі світлом, не курсувало метро. У Харкові росіяни завдали щонайменше 10 ударів по критичній інфраструктурі. На місцях ліквідації наслідків масованого обстрілу працювало понад 200 рятувальників.

### 27 квітня 2024 року
У ніч з 26 на 27 квітня Росія завдала незвичного комбінованого ракетного удару по Україні - атакували Дніпро, Івано-Франківщину та Львівщину. Основною ціллю стала енергетика. У результаті 21 з 34 ракет збили, повідомили Повітряні сили.

### 8 травня 2024 року
8 травня вранці росіяни влучили крилатими ракетами в об'єкт генерації енергії у Червоноградському районі, також через влучання poсійcькoї ракети постраждав об'єкт критичної енергетичної інфраструктури у Стрийському районі, обійшлося без жертв і потерпілих. Також відомо про влучання у Запорізькій області по об'єктах критичної та цивільної інфраструктури, без постраждалих.

### 1 червня 2024 року
Вранці 1 червня Росія атакувала енергетичну інфраструктуру України в Запорізькій, Дніпропетровській, Донецькій, Кіровоградській та Івано-Франківській областях, за повідомленням Міністерства енергетики України, це вже шостий масований удар Росії по енергооб'єктах з 22 березня 2024 року. Найбільший приватний енергетичний холдинг України, «ДТЕК» Ріната Ахметова, повідомив, що Росія знову атакувала дві його теплоелектростанції (ТЕС), серйозно пошкодивши обладнання. В «Укренерго»анонсували можливі відключення у вечірні пікові години 1 червня 2024 року. Пізніше, через ранкову атаку 1 червня 2024 року, компанія додала ще одну годину можливих відключень.

### 20 червня 2024 року
У ніч на 20 червня РФ завдала масованого удару дронами та ракетами по об’єктах енергетичної інфраструктури України, у результаті чого було пошкоджено обладнання на об’єктах у Київській, Вінницькій, Дніпропетровській та Донецькій областях, зокрема була атакована теплоелектростанція ДТЕК. Внаслідок атаки було поранено трьох працівників, серйозно пошкоджено обладнання станції. Також під час ранкової атаки було пошкоджено високовольтні електромережі Броварського району Київщини. Усього ворог застосував девʼять ракет різних типів та 27 ударних БпЛА, атакувавши об’єкти критичної інфраструктури. Основний напрямок удару – схід України, зокрема Дніпропетровщина.

### 22 червня 2024 року
22 червня, вночі росіяни здійснили восьму масовану комбіновану атаку по об'єктах енергетичної інфраструктури. Було пошкоджено обладнання на об'єктах «Укренерго» в Запорізькій та Львівській областях. На Запоріжжі постраждали двоє енергетиків, доправлені в лікарню. Пізніше один з них помер в лікарні.

### 26 серпня 2024 року
26 серпня, російські війська завдали чергового масованого ракетного удару по енергетичній інфраструктурі України, а також наймасовішого від початку повномасштабного вторгнення ракетного удару по всій території України. Росіяни застосували 127 крилатих ракети повітряного, морського та наземного базування, балістичні ракети, зенітні керовані ракети, розвідувальні та 109 ударних БпЛА типу «Shahed-136».

### 20 жовтня 2024 року
Впродовж жовтня відбувалися атаки по енергетичних об'єктах Сумської області. В ніч на 19 жовтня росіяни атакували керованими авіабомбами та «Шахедами» Шостку Сумської області, були пошкоджені об'єкти енергетики та інфраструктури, внаслідок чого у Сумській області зранку 19 жовтня були введені аварійні відключення світла. 20 жовтня відбувся черговий удар по енергетичній інфраструктурі Сумської області, внаслідок чого без електропостачання тимчасово залишилися понад 37 000 споживачів у Роменському районі – загалом 104 населені пункти.

### 17 листопада 2024 року
У неділю 17 листопада ворог здійснив масовану атаку на енергетику України, зокрема серйозно пошкодив обладнання теплоелектростанцій ДТЕК. 

### 28 листопада 2024 року
У ніч на 28 листопада росіяни атакували Україну ракетами різних типів та ударними безпілотниками. Ракетно-дроновий удар противника був спрямований на об’єкти енергетики України. Загалом радіотехнічні війська Повітряних Сил виявили 188 засобів повітряного нападу. Збили 76 крилатих ракет, три керовані ракети і 35 БпЛА.

### 13 грудня 2024 року
У п’ятницю 13 грудня, російська армія атакувала Україну 94 ракетами та 193 безпілотниками, сили протиповітряної оборони України знищили 81 ракету та 191 дрон. Унаслідок удару на Тернопільщині відімкнено 50% споживачів області.

### 25 грудня 2024 року
У ніч на 25 грудня 2024 року російські окупанти здійснили комбінований удар по об’єктах паливно-енергетичного сектору України ракетами різних типів повітряного, наземного та морського базування, а також ударними БпЛА типу «Shahed» та дронами-імітаторами інших типів. ППО збила 113 ворожих цілей (ще 52 безпілотника локаційно втрачені). Противник атакував об’єкти української енергетики на Харківщині, Київщині, Дніпропетровщині, Полтавщині, Житомирщині, Івано-Франківщині та Запоріжжі.

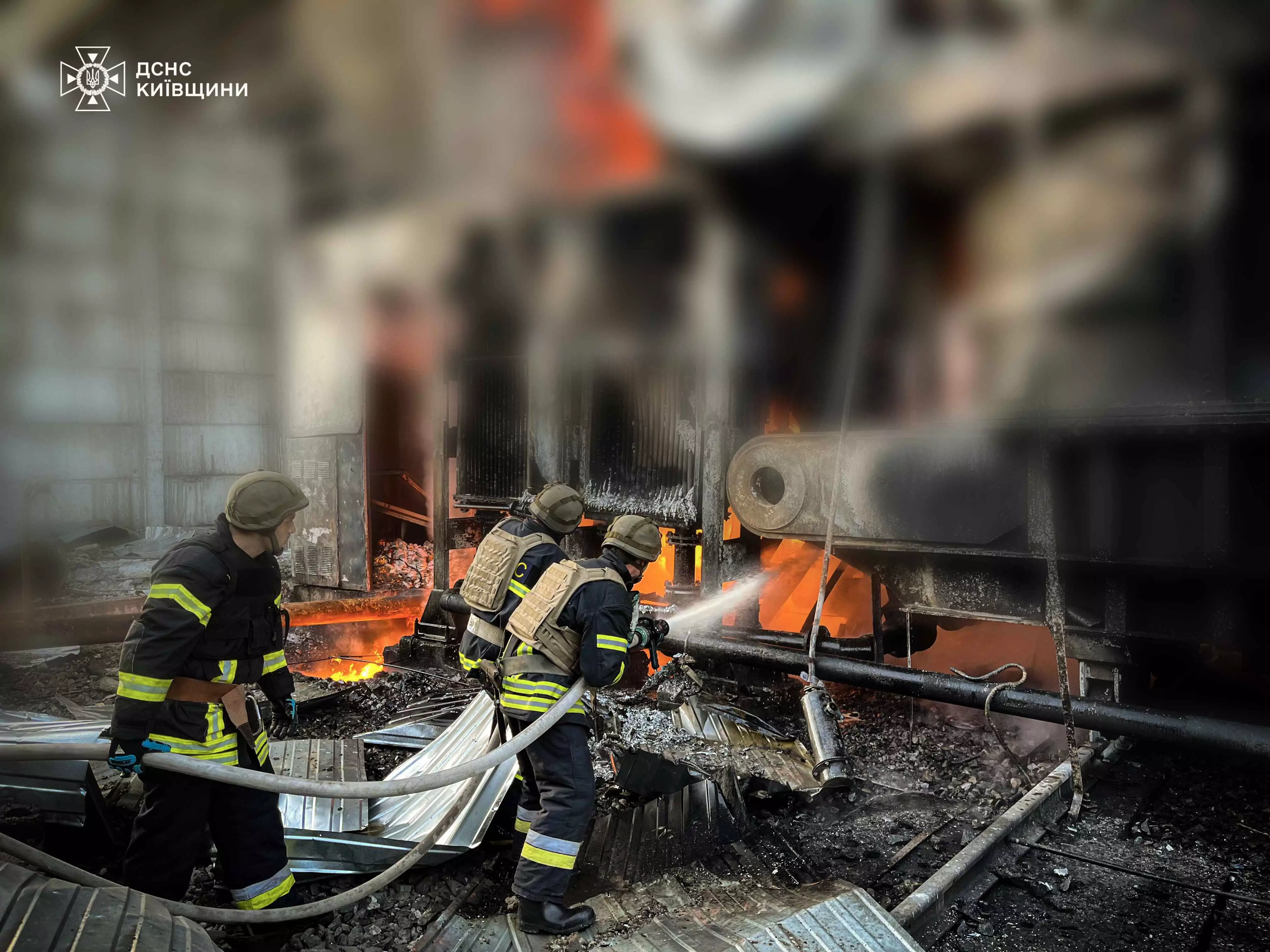
Ліквідація наслідків ракетного удару по Трипільській ТЕС у березні 2024 року

## Інше
Окрім об'єктів електричної енергетики росіяни завдали низку ударів, пошкодили, вивели з ладу або зруйнували низку об'єктів критичної інфраструктури інших видів.

### Гідротехнічні споруди
У квітні 2022 року російські війська підірвали водогін, яким до Миколаєва йшла дніпровська вода. За даними розслідування BBC, водогін було зруйновано навмисне. Ремонтну бригаду російська армія не допустила.
6 жовтня під час відступу російські військові підірвали дамбу в Донецькій області, внаслідок чого було підтоплено селище Райгородок.
Після звільнення Херсону російські військові заважали відновити водопостачання з Дніпра: через знищені електромережі в Херсонській області були знеструмлені насосні станції, а під час ракетного обстрілу 28 листопада 2022 року взагалі було пошкоджено одну з насосних станцій МКП «Миколаївводоканал».
В листопаді-грудні 2022 року внаслідок обстрілів було пошкоджено й виведено з ладу головну насосну станцію Каховського магістрального каналу.
В лютому наступного року українські державні органи повідомляли про те, що через захоплену росіянами греблю Каховської ГЕС відбувається значне скидання води, що призвело до зменшення рівня води в Каховському водосховищу.
6 червня 2023 року армія Росії здійснила воєнний злочин та потенційний акт екоциду. Греблю Каховської ГЕС було заміновано та підірвано, що призвело до її знищення. У зоні катастрофи опинилося 16 000 людей та близько 80 населених пунктів, частину з яких затопило внаслідок теракту.
Внаслідок обстрілу в ніч з 31 травня на 1 червня 2024 року Дніпровська ГЕС опинилась в критичному стані, було перекрито рух транспорту з лівого берега на правий.

## Підсумкова таблиця
| дата              | ракети       | ракети                                          | С-300/С-400 | БпЛА        | БпЛА       | жертви                   | місце                  | наслідки                                                                                   |
| ----------------- | ------------ | ----------------------------------------------- | ----------- | ----------- | ---------- | ------------------------ | ---------------------- | ------------------------------------------------------------------------------------------ |
| 11 вересня 2022   | 3 (9/12)     | Калібр, Х-101                                   | 1           | —           | —          | 4 загиблих, 3 поранено   | Харків                 | удар по ТЕЦ-5 і двох промислових об'єктах, пошкодження адмінбудівлі                        |
|                   |              |                                                 |             |             |            |                          |                        |                                                                                            |
| 14 вересня 2022   | 8 (0/8)      | Іскандер, Х-47М2                                | —           | —           | —          | —                        | Кривий Ріг             | ракетний обстріл Росією гідротехнічних споруд Карачунівського водосховища                  |
|                   |              |                                                 |             |             |            |                          |                        |                                                                                            |
| 10 жовтня 2022    | 41 (43/84)   | Х-101, Калібр, Іскандер                         | —           | —           | —          | 7 загиблих, 51 поранено  | Київ                   | уражені освітні та житлові будинки, критична інфраструктура та ЖКГ, адмінбудівлі           |
| 10 жовтня 2022    | 41 (43/84)   | Х-101, Калібр, Іскандер                         | —           | —           | —          | 4 загиблих, 19 поранено  | Дніпровський р-н       | влучання у тролейбус, соціальні об'єкти та енергетичну інфраструктуру                      |
| 10 жовтня 2022    | 41 (43/84)   | Х-101, Калібр, Іскандер                         | —           | —           | —          | —                        | Львівський р-н         | відомо про влучання в електричні підстанції, і часткове знеструмлення міста                |
| 10 жовтня 2022    | 41 (43/84)   | Х-101, Калібр, Іскандер                         | —           | —           | —          | —                        | Кривий Ріг             | відомо про удар по об'єктах енергетичної інфраструктури                                    |
| 10 жовтня 2022    | 41 (43/84)   | Х-101, Калібр, Іскандер                         | —           | —           | —          | —                        | Хмельницький           | під удар потрапили об'єкти енергетичної інфраструктури на території міста                  |
| 10 жовтня 2022    | 41 (43/84)   | Х-101, Калібр, Іскандер                         | —           | —           | —          | 2 поранено               | Конотопський р-н       | атака по об'єкту енергетичної інфраструктури, відомо про знеструмлення у області           |
| 10 жовтня 2022    | 41 (43/84)   | Х-101, Калібр, Іскандер                         | —           | —           | —          | —                        | Бурштин                | влучання на територію Бурштинської ТЕС                                                     |
| 10 жовтня 2022    | 41 (43/84)   | Х-101, Калібр, Іскандер                         | —           | 11 (13/24)  | Shahed 136 | —                        | Кременчук              | відбулася атака ракетами та БпЛА об'єктів енергетичної інфраструктури                      |
| 10 жовтня 2022    | 41 (43/84)   | Х-101, Калібр, Іскандер                         | —           | 11 (13/24)  | Shahed 136 | —                        | Одеса                  | відомо про ураження силами ППО ворожих ракет та БпЛА                                       |
| 10 жовтня 2022    | 41 (43/84)   | Х-101, Калібр, Іскандер                         | —           | 11 (13/24)  | Shahed 136 | —                        | Кам'янський р-н        | відомо про атаковані безпілотниками та ракетами енергетичні об'єкти                        |
| 10 жовтня 2022    | 41 (43/84)   | Х-101, Калібр, Іскандер                         | —           | 11 (13/24)  | Shahed 136 | —                        | Нікопольський р-н      | відомо про атаковані безпілотниками та ракетами енергетичні об'єкти                        |
| 10 жовтня 2022    | —            | —                                               | 7           | —           | —          | 19 загиблих, 77 поранено | Запоріжжя              | удар по дитсадку, житлу, навчальним закладам, промисловості, мережам                       |
| 10 жовтня 2022    | —            | —                                               | 10          | —           | —          | —                        | Миколаїв               | влучання по території університету, складам, житлу та електромережам                       |
| 10 жовтня 2022    | —            | —                                               | 1           | —           | —          | 4 загиблих, 1 поранений  | Словʼянськ             | пошкоджено шість житлових будинків та господарських споруд                                 |
|                   |              |                                                 |             |             |            |                          |                        |                                                                                            |
| 11 жовтня 2022    | 8 (20/28)    | Х-101, Калібр                                   | —           | —           | —          | —                        | Павлоградський р-н     | ураження об'єктів критичної інфраструктури у двох районах Дніпропетровщини                 |
| 11 жовтня 2022    | 8 (20/28)    | Х-101, Калібр                                   | —           | —           | —          | —                        | Кам'янський р-н        | ураження об'єктів критичної інфраструктури у двох районах Дніпропетровщини                 |
| 11 жовтня 2022    | 8 (20/28)    | Х-101, Калібр                                   | —           | —           | —          | 1 поранений              | Львівський р-н         | відомо про влучання у два об'єкти енергетичної інфраструктури                              |
| 11 жовтня 2022    | —            | —                                               | —           | 7 (8/15)    | Shahed 136 | 6 поранено               | Ладижинська ТЕС        | відомо про влучання безпілотників у Ладидинську ТЕС                                        |
| 11 жовтня 2022    | —            | —                                               | —           | 7 (8/15)    | Shahed 136 | 3 поранено               | Вінницький р-н         | об’єкт критичної інфраструктури постражав у Вінницькому районі від БпЛА                    |
| 11 жовтня 2022    | —            | —                                               | 12          | —           | —          | 1 загиблий               | Запоріжжя              | пошкоджені автосалон, навчальний заклад і амбулаторія                                      |
|                   |              |                                                 |             |             |            |                          |                        |                                                                                            |
| 22 жовтня 2022    | 15 (18/33)   | Х-101, Калібр                                   | —           | —           | —          | —                        | Рівне                  | ракетний удар по об'єкту критичної інфраструктури, пошкоджені електропідстанції            |
| 22 жовтня 2022    | 15 (18/33)   | Х-101, Калібр                                   | —           | —           | —          | 1 поранений              | Луцьк                  | удар по енергетичній інфраструктурі, пошкоджено приватний будинок                          |
| 22 жовтня 2022    | 15 (18/33)   | Х-101, Калібр                                   | —           | —           | —          | —                        | Ковель                 | відомо про удар по об'єкту енергетики                                                      |
| 22 жовтня 2022    | 15 (18/33)   | Х-101, Калібр                                   | —           | —           | —          | —                        | Хмельницький           | відомо про влучання у енергетичні об'єкти в облцентрі та Шепетівському районі              |
| 22 жовтня 2022    | 15 (18/33)   | Х-101, Калібр                                   | —           | —           | —          | —                        | Шепетівський р-н       | відомо про влучання у енергетичні об'єкти в облцентрі та Шепетівському районі              |
| 22 жовтня 2022    | 15 (18/33)   | Х-101, Калібр                                   | —           | —           | —          | —                        | Черкаська обл.         | відомо про ракетний удар в області, без подробиць                                          |
| 22 жовтня 2022    | 15 (18/33)   | Х-101, Калібр                                   | —           | —           | —          | —                        | Кропивницький р-н      | влучання у два об'єкти енергетичної інфраструктури та часткове знеструмлення               |
| 22 жовтня 2022    | 15 (18/33)   | Х-101, Калібр                                   | —           | —           | —          | —                        | Голованівський р-н     | влучання у два об'єкти енергетичної інфраструктури та часткове знеструмлення               |
| 22 жовтня 2022    | 15 (18/33)   | Х-101, Калібр                                   | —           | 5 (11/16)   | Shahed 136 | 3 поранено               | Одеський р-н           | відомо про два ракетних удари по об’єкту енергетичної інфраструктури області               |
| 22 жовтня 2022    | —            | —                                               | —           | 5 (11/16)   | Shahed 136 | —                        | Запорізька обл.        | відомо про влучання безпілотників у об'єкти інфраструктури та енергетики                   |
| 22 жовтня 2022    | —            | —                                               | —           | 5 (11/16)   | Shahed 136 | —                        | Миколаївська обл.      | відомо про влучання безпілотників у об'єкти інфраструктури та енергетики                   |
|                   |              |                                                 |             |             |            |                          |                        |                                                                                            |
| 31 жовтня 2022    | 11 (45/56)   | Х-101, Калібр                                   | —           | —           | —          | 13 поранено              | Дністровська ГЕС       | російські війська здійснили ракетну атаку на Дністровську ГЕС                              |
| 31 жовтня 2022    | 11 (45/56)   | Х-101, Калібр                                   | —           | —           | —          | 13 поранено              | Хмельницька обл.       | зафіксовано падіння уламків ракет і руйнування цивільного об'єкту                          |
| 31 жовтня 2022    | 11 (45/56)   | Х-101, Калібр                                   | —           | —           | —          | 13 поранено              | Київ                   | відомо про удари по об'єктах критичної інфраструктури                                      |
| 31 жовтня 2022    | 11 (45/56)   | Х-101, Калібр                                   | —           | —           | —          | 13 поранено              | Київська обл.          | відомо про удари по об'єктах критичної інфраструктури                                      |
| 31 жовтня 2022    | 11 (45/56)   | Х-101, Калібр                                   | —           | —           | —          | 13 поранено              | Черкаська обл.         | влучання в об'єкт енергетичної інфраструктури та часткове знеструмлення                    |
| 31 жовтня 2022    | 11 (45/56)   | Х-101, Калібр                                   | —           | —           | —          | 13 поранено              | Світловодськ           | ракетним обстрілом пошкоджено енергетичний об'єкт                                          |
| 31 жовтня 2022    | 11 (45/56)   | Х-101, Калібр                                   | —           | —           | —          | 13 поранено              | Дніпро                 | відомо про удари по об'єктах критичної інфраструктури                                      |
| 31 жовтня 2022    | 11 (45/56)   | Х-101, Калібр                                   | —           | —           | —          | 13 поранено              | Павлоград              | відомо про удари по об'єктах критичної інфраструктури                                      |
| 31 жовтня 2022    | 11 (45/56)   | Х-101, Калібр                                   | —           | —           | —          | 13 поранено              | Кривий Ріг             | ворожа ракета влучила в промислове підприємство                                            |
| 31 жовтня 2022    | —            | —                                               | —           | 0 (4/4)     | Shahed 136 | 13 поранено              | Україна                | заявлено про 4 із 4 збитих БпЛА Shahed 136 під час ракетної атаки 31 жовтня                |
| 31 жовтня 2022    | —            | —                                               | 22          | —           | —          | 13 поранено              | Дніпровська ГЕС        | було зафіксовано влучання ракети у електричну підстанцію Дніпровської ГЕС                  |
| 31 жовтня 2022    | —            | —                                               | 22          | —           | —          | 13 поранено              | Харків                 | відомо про обстріли об'єктів критичної інфраструктури                                      |
| 31 жовтня 2022    | —            | —                                               | 22          | —           | —          | 13 поранено              | Чугуївський р-н        | відомо про обстріли об'єктів критичної інфраструктури                                      |
|                   |              |                                                 |             |             |            |                          |                        |                                                                                            |
| 15 листопада 2022 | 21 (75/96)   | Х-101, Калібр, Х-59                             | —           | —           | —          | 3 загиблих, 17 поранено  | Київ                   | уламки впали на два житлових будинки в Печерському районі                                  |
| 15 листопада 2022 | 21 (75/96)   | Х-101, Калібр, Х-59                             | —           | —           | —          | 3 загиблих, 17 поранено  | Плесецьке              | жінка загинула від уламків ракети на цвинтарі села                                         |
| 15 листопада 2022 | 21 (75/96)   | Х-101, Калібр, Х-59                             | —           | —           | —          | 3 загиблих, 17 поранено  | Львівська обл.         | атаковано об'єкт енергетичної інфраструктури                                               |
| 15 листопада 2022 | 21 (75/96)   | Х-101, Калібр, Х-59                             | —           | —           | —          | 3 загиблих, 17 поранено  | Рівненська обл.        | атаковано об'єкт енергетичної інфраструктури                                               |
| 15 листопада 2022 | 21 (75/96)   | Х-101, Калібр, Х-59                             | —           | —           | —          | 3 загиблих, 17 поранено  | Ковель                 | атаковано об'єкт енергетичної інфраструктури                                               |
| 15 листопада 2022 | 21 (75/96)   | Х-101, Калібр, Х-59                             | —           | —           | —          | 3 загиблих, 17 поранено  | Хмельницька обл.       | атаковано об'єкти енергетичної інфраструктури                                              |
| 15 листопада 2022 | 21 (75/96)   | Х-101, Калібр, Х-59                             | —           | —           | —          | 3 загиблих, 17 поранено  | Вінницька обл.         | атаковано об'єкти енергетичної інфраструктури                                              |
| 15 листопада 2022 | 21 (75/96)   | Х-101, Калібр, Х-59                             | —           | —           | —          | 3 загиблих, 17 поранено  | Житомир                | атаковано об'єкт енергетичної інфраструктури                                               |
| 15 листопада 2022 | 21 (75/96)   | Х-101, Калібр, Х-59                             | —           | —           | —          | 3 загиблих, 17 поранено  | Кропивницький          | атаковано об'єкт енергетичної інфраструктури                                               |
| 15 листопада 2022 | 21 (75/96)   | Х-101, Калібр, Х-59                             | —           | —           | —          | 3 загиблих, 17 поранено  | Кременчуцький р-н      | атаковано об'єкт енергетичної інфраструктури                                               |
| 15 листопада 2022 | 21 (75/96)   | Х-101, Калібр, Х-59                             | —           | —           | —          | 3 загиблих, 17 поранено  | Кривий Ріг             | не встановлено                                                                             |
| 15 листопада 2022 | —            | —                                               | —           | 0 (10/10)   | Shahed 136 | 3 загиблих, 17 поранено  | Україна                | заявлено про 10 із 10 збитих БпЛА Shahed 136 під час ракетної атаки 15 листопада           |
| 15 листопада 2022 | —            | —                                               | 4           | —           | —          | 3 загиблих, 17 поранено  | Запоріжжя              | пустир                                                                                     |
| 15 листопада 2022 | —            | —                                               | 2           | —           | —          | 3 загиблих, 17 поранено  | Харків                 | енергетична та цивільна інфраструктура                                                     |
| 15 листопада 2022 | —            | —                                               | 4           | —           | —          | 3 загиблих, 17 поранено  | Чугуївський р-н        | енергетична та цивільна інфраструктура                                                     |
|                   |              |                                                 |             |             |            |                          |                        |                                                                                            |
| 17 листопада 2022 | 14 (10/24)   | Х-101, Калібр, Х-59                             | —           | —           | —          | 23 поранено              | Дніпро                 | влучання у цивільну інфраструктуру та завод ПівденМаш                                      |
| 17 листопада 2022 | 14 (10/24)   | Х-101, Калібр, Х-59                             | —           | —           | —          | 3 поранено               | Одеса                  | відомо про влучання в об'єкт інфраструктури                                                |
| 17 листопада 2022 | 14 (10/24)   | Х-101, Калібр, Х-59                             | —           | —           | —          | 3 поранено               | Ізюмський р-н          | відомо про влучання в об'єкт критичної інфраструктури                                      |
| 17 листопада 2022 | —            | —                                               | —           | 0 (5/5)     | Shahed 136 | —                        | Україна                | заявлено про 5 із 5 збитих БпЛА Shahed 136 під час ракетної атаки 17 листопада             |
| 17 листопада 2022 | —            | —                                               | 3           | —           | —          | 10 загиблих              | Вільнянськ             | житловий будинок, жертви: 10/0                                                             |
|                   |              |                                                 |             |             |            |                          |                        |                                                                                            |
| 26 серпня 2024    | 25 (102/127) | Х-101, Калібр, Х-47М2, Іскандер/KN-23           | —           | —           | —          | —                        | Львівська обл.         | було повідомлено про два атакованих ракетами енергооб'єкти в області                       |
| 26 серпня 2024    | 25 (102/127) | Х-101, Калібр, Х-47М2, Іскандер/KN-23           | —           | —           | —          | 3 поранено               | Івано-франківська обл. | відомо про влучання в енергетичний об'єкт                                                  |
| 26 серпня 2024    | 25 (102/127) | Х-101, Калібр, Х-47М2, Іскандер/KN-23           | —           | —           | —          | 3 поранено               | Київська обл.          | відомо про влучання у два енергооб'єкти і понад 20 житлових будинків                       |
| 26 серпня 2024    | 25 (102/127) | Х-101, Калібр, Х-47М2, Іскандер/KN-23           | —           | —           | —          | —                        | Вишгород               | влучання у Київську гідроелектростанцію                                                    |
| 26 серпня 2024    | 25 (102/127) | Х-101, Калібр, Х-47М2, Іскандер/KN-23           | —           | —           | —          | 1 загибла, 1 поранено    | Житомирська обл.       | постраждали житлові будинки та об'єкти критичної інфраструктури                            |
| 26 серпня 2024    | 25 (102/127) | Х-101, Калібр, Х-47М2, Іскандер/KN-23           | —           | —           | —          | 5 поранено               | Полтавська обл.        | влучання у промисловий об'єкт                                                              |
| 26 серпня 2024    | 25 (102/127) | Х-101, Калібр, Х-47М2, Іскандер/KN-23           | —           | —           | —          | 7 поранено               | Одеський р-н           | ракетним ударом пошкоджена енергетична інфраструктура та приватні будинки                  |
| 26 серпня 2024    | 25 (102/127) | Х-101, Калібр, Х-47М2, Іскандер/KN-23           | —           | —           | —          | 3 поранено               | Миколаївська обл.      | відомо про трьох поранених від обстрілів, без подробиць про влучання                       |
| 26 серпня 2024    | 25 (102/127) | Х-101, Калібр, Х-47М2, Іскандер/KN-23           | —           | —           | —          | 1 загиблий               | Дніпровський р-н       | влучання у об'єкт енергетики а також дачний кооператив                                     |
| 26 серпня 2024    | 25 (102/127) | Х-101, Калібр, Х-47М2, Іскандер/KN-23           | —           | —           | —          | 1 загиблий               | Криворізький р-н       | влучання у об'єкт енергетики а також дачний кооператив                                     |
| 26 серпня 2024    | —            | —                                               | —           | 10 (99/109) | Shahed 136 | 1 загиблий, 5 поранено   | Луцьк                  | удар безпілотника пошкоджено багатоквартирний будинок                                      |
| 26 серпня 2024    | —            | —                                               | —           | 10 (99/109) | Shahed 136 | 1 поранено               | Лубенський р-н         | падіння БпЛА на приватний житловий будинок                                                 |
| 26 серпня 2024    | —            | —                                               | —           | 10 (99/109) | Shahed 136 | 1 загиблий, 1 поранена   | Запорізький р-н        | влучання безпілотника чи обстріл приватного житлового будинку                              |
|                   |              |                                                 |             |             |            |                          |                        |                                                                                            |
| 17 листопада 2024 | 18 (102/120) | Х-101, Калібр, Х-47М2, Іскандер, 3M22           | —           | —           | —          | —                        | Київ                   | влучання уламків ракети у житловий будинок                                                 |
| 17 листопада 2024 | 18 (102/120) | Х-101, Калібр, Х-47М2, Іскандер, 3M22           | —           | —           | —          | 1 загибла, 2 поранено    | Шептицький р-н         | влучання у трубу теплопостачання і нежитлові споруди                                       |
| 17 листопада 2024 | 18 (102/120) | Х-101, Калібр, Х-47М2, Іскандер, 3M22           | —           | —           | —          | —                        | Івано-Франківська обл. | був атакований об'єкт критичної інфраструктури, пошкоджено житло                           |
| 17 листопада 2024 | 18 (102/120) | Х-101, Калібр, Х-47М2, Іскандер, 3M22           | —           | —           | —          | —                        | Рівне                  | був атакований об'єкт енергетичної інфраструктури, пошкоджено житло                        |
| 17 листопада 2024 | 18 (102/120) | Х-101, Калібр, Х-47М2, Іскандер, 3M22           | —           | —           | —          | —                        | Волинська обл.         | був атакований об'єкт енергетичної інфраструктури                                          |
| 17 листопада 2024 | 18 (102/120) | Х-101, Калібр, Х-47М2, Іскандер, 3M22           | —           | —           | —          | —                        | Вінницька обл.         | влучання в об'єкти критичної інфраструктури                                                |
| 17 листопада 2024 | 18 (102/120) | Х-101, Калібр, Х-47М2, Іскандер, 3M22           | —           | —           | —          | 1 поранений              | Кременчуцький р-н      | пошкоджено скління 6 багатоповерхівок                                                      |
| 17 листопада 2024 | 18 (102/120) | Х-101, Калібр, Х-47М2, Іскандер, 3M22           | —           | —           | —          | —                        | Кривий Ріг             | атаковано об'єкт інфраструктури, пошкоджено житловий секторі та дві школи                  |
| 17 листопада 2024 | 18 (102/120) | Х-101, Калібр, Х-47М2, Іскандер, 3M22           | —           | —           | —          | 1 поранений              | Дніпро                 | пошкоджені багатоповерхівки, навчальний заклад та автівка                                  |
| 17 листопада 2024 | 18 (102/120) | Х-101, Калібр, Х-47М2, Іскандер, 3M22           | —           | —           | —          | 2 поранено               | Запоріжжя              | влучання у об'єкт критичної інфраструктури                                                 |
| 17 листопада 2024 | 18 (102/120) | Х-101, Калібр, Х-47М2, Іскандер, 3M22           | —           | —           | —          | 2 загиблих, 1 поранений  | Одеса                  | був атакований об'єкт енергетичної інфраструктури, зруйноване житло                        |
| 17 листопада 2024 | —            | —                                               | —           | 5 (85/90)   | Shahed 136 | 2 загиблих, 7 поранено   | Миколаїв               | пошкоджено приватні та багатоповерховий будинок, торговий центр, магазини                  |
|                   |              |                                                 |             |             |            |                          |                        |                                                                                            |
| 28 листопада 2024 | 9 (79/88)    | Х-101, Калібр, Х-59/69                          | —           | —           | —          | —                        | Стрий                  | влучання у об'єкти енергетичної інф-ри                                                     |
| 28 листопада 2024 | 9 (79/88)    | Х-101, Калібр, Х-59/69                          | —           | —           | —          | —                        | Івано-Франківська обл. | атакою були пошкоджені приватні будинки                                                    |
| 28 листопада 2024 | 9 (79/88)    | Х-101, Калібр, Х-59/69                          | —           | —           | —          | —                        | Чернівецька обл.       | уламки ракети пошкодили житлові будинки                                                    |
| 28 листопада 2024 | 9 (79/88)    | Х-101, Калібр, Х-59/69                          | —           | —           | —          | —                        | Луцьк                  | атаковано об'єкти енергетичної інф-ри                                                      |
| 28 листопада 2024 | 9 (79/88)    | Х-101, Калібр, Х-59/69                          | —           | —           | —          | —                        | Рівне                  | атаковано об'єкти енергетичної інф-ри                                                      |
| 28 листопада 2024 | 9 (79/88)    | Х-101, Калібр, Х-59/69                          | —           | —           | —          | —                        | Хмельницька обл.       | пошкоджене господарське приміщення і приватний будинок                                     |
| 28 листопада 2024 | 9 (79/88)    | Х-101, Калібр, Х-59/69                          | —           | —           | —          | 1 поранений              | Жабелівка              | зазнали житлові будинки                                                                    |
| 28 листопада 2024 | 9 (79/88)    | Х-101, Калібр, Х-59/69                          | —           | —           | —          | —                        | Кіровоградська обл.    | не встановлено                                                                             |
| 28 листопада 2024 | 9 (79/88)    | Х-101, Калібр, Х-59/69                          | —           | —           | —          | —                        | Шостка                 | пошкоджено понад 10 приватних будинків                                                     |
| 28 листопада 2024 | 9 (79/88)    | Х-101, Калібр, Х-59/69                          | —           | —           | —          | 3 поранено               | Одеський р-н           | удари по об'єктах енергетики та пошкодження шести житлових приватних будинків              |
| 28 листопада 2024 | —            | —                                               | —           | 0 (97/97)   | Shahed 136 | —                        | Україна                | 35 збиті ППО, ще 62 локаційно втрачено; застосовано у ході ракетного обстрілу 28 листопада |
| 28 листопада 2024 | —            | —                                               | 1           | —           | —          | —                        | Харківська обл.        | не встановлено                                                                             |
|                   |              |                                                 |             |             |            |                          |                        |                                                                                            |
| 13 грудня 2024    | 13 (81/94)   | Х-101, Калібр, Х-47М2, Іскандер, KN-23, Х-59/69 | —           | —           | —          | —                        | Стрий                  | ймовірна атака енергетичного об'єкта                                                       |
| 13 грудня 2024    | 13 (81/94)   | Х-101, Калібр, Х-47М2, Іскандер, KN-23, Х-59/69 | —           | —           | —          | —                        | Бурштин                | удар по електро- й газовій інфраструктурі                                                  |
| 13 грудня 2024    | 13 (81/94)   | Х-101, Калібр, Х-47М2, Іскандер, KN-23, Х-59/69 | —           | —           | —          | —                        | Велика Березовиця      | ймовірна атака енергетичного об'єкта                                                       |
| 13 грудня 2024    | 13 (81/94)   | Х-101, Калібр, Х-47М2, Іскандер, KN-23, Х-59/69 | —           | —           | —          | —                        | Одеса                  | уламки ракети пошкодили цивільну інфраструктуру                                            |
| 13 грудня 2024    | 13 (81/94)   | Х-101, Калібр, Х-47М2, Іскандер, KN-23, Х-59/69 | —           | —           | —          | 4 поранено               | Мирне                  | удар по цивільному підприємству                                                            |
| 13 грудня 2024    | 13 (81/94)   | Х-101, Калібр, Х-47М2, Іскандер, KN-23, Х-59/69 | —           | —           | —          | —                        | Харківський р-н        | не встановлено                                                                             |
| 13 грудня 2024    | —            | —                                               | —           | 2 (191/193) | Shahed 136 | —                        | Харків                 | влучання в дах житлового будинку                                                           |
| 13 грудня 2024    | —            | —                                               | —           | 2 (191/193) | Shahed 136 | —                        | Новоархангельськ       | пошкодження приватного домоволодіння                                                       |
| 13 грудня 2024    | —            | —                                               | —           | 2 (191/193) | Shahed 136 | —                        | Ніжинський р-н         | пошкоджене приміщення ферми                                                                |
| 13 грудня 2024    | —            | —                                               | —           | 2 (191/193) | Shahed 136 | —                        | Прилуцький р-н         | виникла пожежа у нежитловій будівлі                                                        |
|                   |              |                                                 |             |             |            |                          |                        |                                                                                            |
| 25 грудня 2024    | 9 (59/68)    | Х-101, Калібр, KN-23, Х-59/69                   | —           | —           | —          | —                        | Бурштин                | відомо про атаку об'єктів енергетики                                                       |
| 25 грудня 2024    | 9 (59/68)    | Х-101, Калібр, KN-23, Х-59/69                   | —           | —           | —          | —                        | Київська обл.          | пошкоджено приватні будинки та 12 вантажівок                                               |
| 25 грудня 2024    | 9 (59/68)    | Х-101, Калібр, KN-23, Х-59/69                   | —           | —           | —          | —                        | Житомирський р-н       | пошкоджено нежитлову будівлю                                                               |
| 25 грудня 2024    | 9 (59/68)    | Х-101, Калібр, KN-23, Х-59/69                   | —           | —           | —          | —                        | Кременчуцький р-н      | удари по енергетичній інфраструктурі                                                       |
| 25 грудня 2024    | 9 (59/68)    | Х-101, Калібр, KN-23, Х-59/69                   | —           | —           | —          | 1 загиблий               | Дніпропетровська обл.  | удари по енергетичній інфраструктурі                                                       |
| 25 грудня 2024    | 9 (59/68)    | Х-101, Калібр, KN-23, Х-59/69                   | —           | —           | —          | —                        | Запоріжжя              | пошкоджені дитячий майданчик та багатоквартирні будинки                                    |
| 25 грудня 2024    | —            | —                                               | 10          | —           | —          | 6 поранено               | Харків                 | удар по цивільній та енергетичній інфраструктурі                                           |
| 25 грудня 2024    | —            | —                                               | —           | 0 (106/106) | Shahed 136 | —                        | Україна                | 54 збиті ППО, ще 52 локаційно втрачено; застосовано у ході ракетного обстрілу 25 грудня    |
| дата              | ракети       | ракети                                          | С-300/С-400 | БпЛА        | БпЛА       | жертви                   | місце                  | наслідки                                                                                   |

В таблиці не враховані обстріли ракетами з комплексів C-300/C-400
| дата              | к-ть ракет випущено | к-ть ракет перехоплено | % ракет перехоплено | к-ть БпЛА випущено | к-ть БпЛА перехоплено | типи ракет та БпЛА                                | жертви  | наслідки                                    |
| ----------------- | ------------------- | ---------------------- | ------------------- | ------------------ | --------------------- | ------------------------------------------------- | ------- | ------------------------------------------- |
| 23 листопада 2022 | 70                  | 51                     | 73%                 |                    |                       | Х-101/Х-555, Калібр                               | 10/36   |                                             |
| 5 грудня 2022     | 70                  | 60                     | 86%                 |                    |                       | Х-101/Х-555, Калібр, Х-59, Х-22, Іскандер         | 4/5     |                                             |
| 16 грудня 2022    | 76                  | 60                     | 79%                 |                    |                       | Х-101/Х-555, Калібр, Х-59, Х-22                   | 0/0     |                                             |
| 29 грудня 2022    | 70                  | 58                     | 83%                 |                    | 11                    | Х-101/Х-555, Калібр, Х-59, Х-22, Х-32             | 3/6     |                                             |
| 31 грудня 2022    | 20                  | 12                     | 60%                 | 13                 | 13                    | Х-101/Х-555, Іскандер, Shahed 136                 | 1/39    |                                             |
| 14 січня 2023     | 38                  | 25                     | 66%                 |                    |                       | Х-101/Х-555, Калібр, Х-59, Х-22                   | 45/80   | ракетний удар по житловому будинку в Дніпрі |
| 26 січня 2023     | 55                  | 47                     | 85%                 | 17                 | 17                    | Х-101, Х-555, Shahed 136                          | 11/11   |                                             |
| 10 лютого 2023    | 71                  | 61                     | 82%                 | 28                 | 22                    | Х-101/Х-555, Калібр, Shahed 136                   | 0/8     |                                             |
| 16 лютого 2023    | 36                  | 16                     | 44%                 |                    |                       | Х-101/Х-555, Калібр, Х-59, Х-22, Онікс            | 1/8     |                                             |
| 9 березня 2023    | 75                  | 42                     | 56%                 | 8                  | 4                     | Х-101/Х-555, Калібр, Х-47, Х-59, Х-22, Shahed 136 | 6/-     |                                             |
|                   |                     |                        |                     |                    |                       |                                                   |         |                                             |
| 22 березня 2024   |                     |                        |                     |                    |                       |                                                   |         |                                             |
| 29 березня 2024   |                     |                        |                     |                    |                       |                                                   |         |                                             |
| 11 квітня 2024    |                     |                        |                     |                    |                       |                                                   |         |                                             |
| 27 квітня 2024    |                     |                        |                     |                    |                       |                                                   |         |                                             |
| 8 травня 2024     |                     |                        |                     |                    |                       |                                                   |         |                                             |
| Загалом           | 949                 | 684                    | 74%                 |                    | 687                   |                                                   | 117/328 |                                             |

## Подолання наслідків

### 2022
2 листопада Швейцарія виділила Україні майже $100 млн на термінове відновлення енергетичних об'єктів. 18 листопада українська влада почала розгортати по всій країні «Пункти незламності» — місця, де передбачено тепло, вода, електрика, мобільний зв'язок, інтернет, місце для відпочинку, аптечки та забезпечення для мам і дітей. 23 листопада 2022 року в Європарламенті була започаткована ініціатива «Генератори надії». За участі мережі Eurocities, куди на той час входили понад 200 міст у 38 країнах Європи, організатори зібрали кількасот генераторів, зокрема промислових для об'єктів цивільної інфраструктури України. 24 листопада прем'єр-міністерка Фінляндії Санна Марін оголосила про передавання енергетичного обладнання Україні. Того ж дня міністерка закордонних справ Франції Катрíн Колонна́ повідомила про відправлення до України 100 потужних генераторів. 25 листопада Республіка Корея повідомила про плани передати 20 генераторів потужністю 450—500 кВт. 26 листопада уряд Канади виділив 10 мільйонів доларів на закупівлю генераторів для України.

### 2023
Станом на 1 березня 2023 року, за 4,5 місяці, за даними Генеральної прокуратури, 255 ракет та дронів влучили по енергетичній інфраструктурі. З них 214 – по об’єктах високовольтної мережі НЕК «Укренерго». Станом на кінець грудня 2023 року Нідерланди надали Україні допомогу на суму 120 мільйонів євро на підтримку на енергетики. 

### 2024
На початку року міністр енергетики Герман Галущенко оголосив про план будівництва в Україні чотирьох атомних блоків. У разі реалізації цього проєкту Хмельницька АЕС стала б найбільшою атомною станцією в Європі, відібравши пальму першості в окупованої Запорізької АЕС. Станом на початок січня, з початку повномасштабного вторгнення, Норвегія виділила понад 450 млн доларів грантової підтримки енергетичному сектору України. Станом на 31 січня 2024 року Україна отримала від 29 країн-членів ЄС понад 8000 генераторів та понад 2300 інших запчастин для функціонування енергосистеми.
З початком нових обстрілів об'єктів енергетики Україна почала отримувати допомогу від інших країн. 8 квітня Данія надала $5,8 млн на відновлення енергетичної інфраструктури. 19 квітня стало відомо що Великобританія виділила понад 180 мільйонів доларів на зміцнення енергосистеми України. 
8 травня агентство США з міжнародного розвитку USAID виділило понад 190 мільйонів доларів на проєкт, у межах якого надаватиме Україні необхідну допомогу у сфері енергетики протягом 5 років. Того ж місяця Київська міська рада погодила встановлення 6 міні-ТЕЦ у столиці. 17 травня кабінет міністрів виділив для «Центренерго» загалом понад 1,55 млрд грн на відбудову Зміївської та Трипільської теплоелектростанцій, зруйнованих російськими ракетами. 28 травня Швеція виділила новий пакет допомоги на 56,5 млн євро, аби збільшити українські потужності з виробництва і передачі електроенергії. 31 травня Австралія повідомила про допомогу у розмірі 20 млн доларів на енергосистему України. Навесні 2024 року USAID запланувало закупівлю в Україну 44 газопоршневих електростанцій, поставки очікуються з червня 2024 року.
6 червня голова правління УЗ Євген Лященко повідомив що компанія «Укрзалізниця» планує побудувати десятки газових електростанцій загальною потужністю до 250 МВт у різних регіонах. 7 червня стало відомо що французьке агентство розвитку (AFD) надасть «прогнозовані кошти у розмірі 400 млн євро у вигляді кредитів та 50 млн євро у вигляді грантів до 2027 року з метою розширення своєї діяльності в Україні». Кошти будуть спрямовані на підтримку енергетичного та транспортного секторів. Друга угода на 200 мільйонів євро стосуватиметься створення двостороннього фонду, який буде підтримувати проєкти за участю компаній з французькою часткою капіталу. Йдеться про підтримку французьких компаній у майбутніх тендерах у галузях енергетики, транспорту, водопостачання, охорони здоров'я та сільського господарства. 11 червня німецька компанія Notus Energy повідомила про реалізацією проєкту ВЕС 300 МВт в Одеській області. 15 червня стало відомо що США виділяють Україні $1,5 млрд на енергетику та гуманітарну підтримку. 16 червня прем’єр Норвегії Йонас Гар Стьоре оголосив, що Осло надасть Україні 103 мільйони доларів, щоб допомогти відновити енергетичну інфраструктуру та забезпечити постачання електроенергії до наступної зими.
15 липня литовська енергетична компанія Ignitis Gamyba передала Україні обладнання, що раніше було встановлено на Вільнюській ТЕЦ-3.
11 вересня було повідомлено, що США виділяє 325 мільйонів доларів для відновлення зруйнованих російськими атаками мереж та підтримку української енергетики. Того ж дня Велика Британія анонсувала пакет допомоги Україні на £600 мільйонів, з яких £315 мільйонів підуть на невідкладні гуманітарні, енергетичні та стабілізаційні потреби.
25 грудня стало відомо що чеська компанія Škoda JS з групи ČEZ поставила в Україну в повній таємниці вісім нових приводів для реакторів Рівненської АЕС.

### 2025
5 лютого Азербайджан виділив 1 млн доларів із резервного фонду на постачання електрообладнання з метою надання гуманітарної допомоги Україні.

## Підозрювані
Спільне розслідування групи Bellingcat з журналістами видань The Insider та Der Spiegel встановили, що маршрути для російських крилатих ракет програмує колектив Головного обчислювального центру (рос. Главный Вычислительный Центр, ГВЦ) російського Генерального штабу.
За фактами обстрілу України 15 листопада 2022 року Служба Безпеки України відкрила 17 кримінальних проваджень (ч. 1 статті 438 ККУ — порушення законів та звичаїв війни).
Слідчі СБУ припускають, що до обстрілу причетні військовослужбовці 184-го важкого бомбардувального авіаційного полку РФ, який входить до складу 22-ї важкої авіаційної бомбардувальної дивізії. Також служба перевіряє дані про участь у обстрілах військовослужбовців 52-го важкого бомбардувального авіаполку РФ.
3 січня 2023 року Служба Безпеки України оголосила підозри командувачу дальньої авіації повітряно-космічних сил ЗС РФ генерал-полковнику Сергію Кобилаши та колишньому командувачу Чорноморським флотом РФ адміралу Ігорю Осіпову.

Кобилаш та Осипов - перші підозрювані
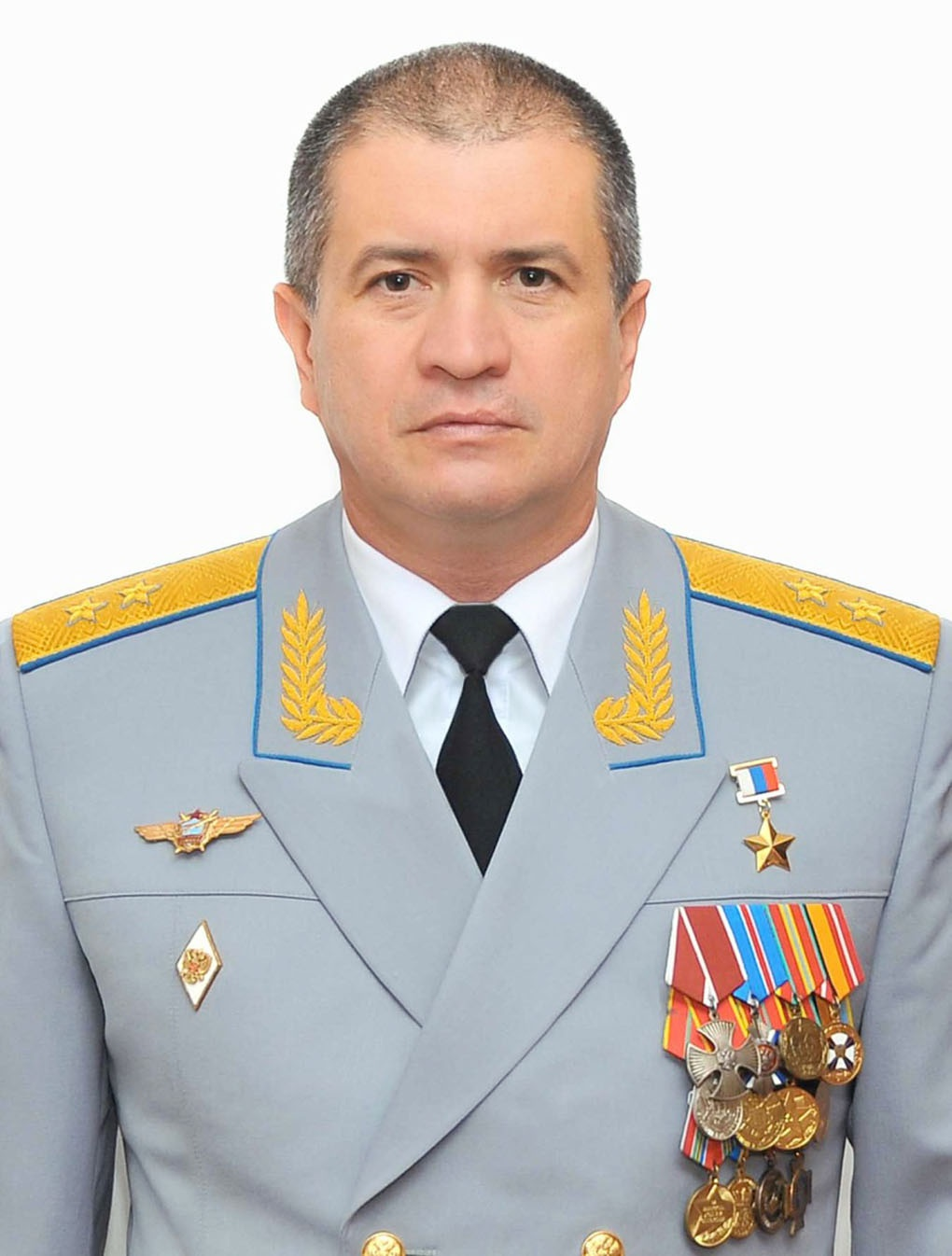
Кобилаш Сергій Іванович
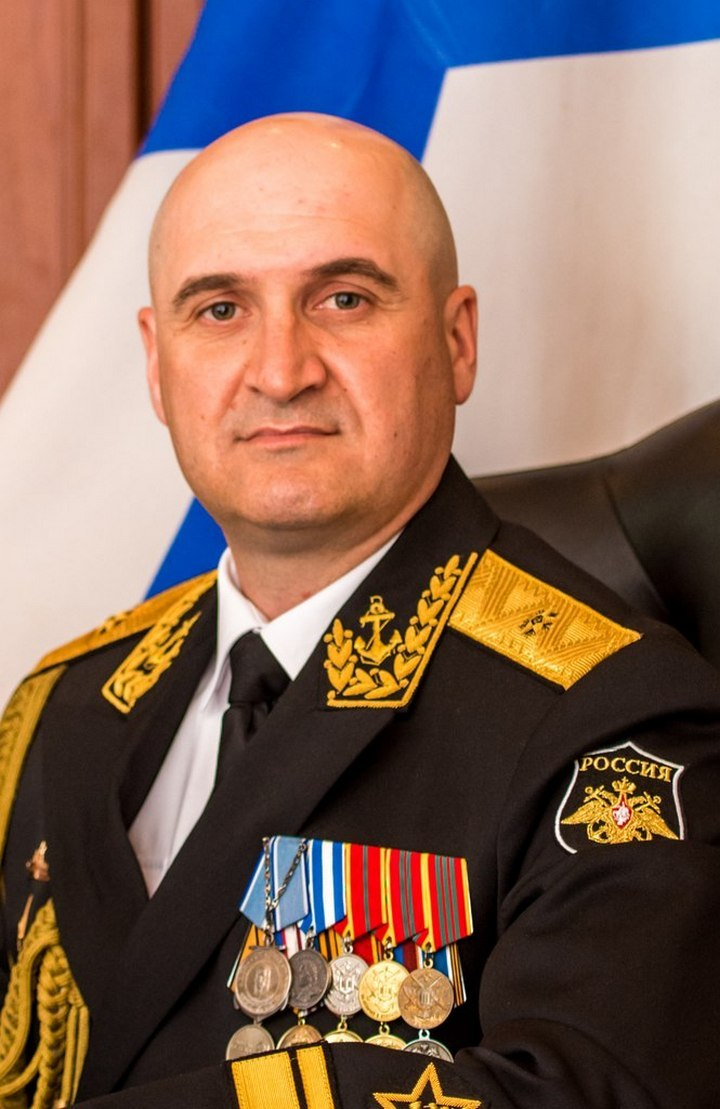
Осипов Ігор Володимирович

Також українським журналістам вдалось встановити особи 4-х російських офіцерів 294-го Державного центру безпілотної авіації Міноборони РФ безпосередньо причетних до терористичних атак із застосуванням дронів Shahed 136.